# Val d'Azun (station)
La station du  Val d’Azun est une station de sports d'hiver des Pyrénées située dans le département des Hautes-Pyrénées en région Occitanie, dans le Lavedan.

## Pistes
10 pistes de ski de fond:
- 3 pistes vertes
- 3 pistes bleues
- 3 pistes rouges
- 1 piste noire

- 8 pistes de raquettes

10 pistes de ski de fond sont présentes sur plus de 90 km.
| Couleur de la piste | Nom de la piste | Distance |
| Verte               | Les sapins      | 3 km     |
| Verte               | La débutante    | 1.5 km   |
| Verte               | La sereine      | 5.3 km   |
| Bleue               | La belle bleue  | 10.9 km  |
| Bleue               | La conviviale   | 3.3 km   |
| Bleue               | La cabane       | 6.3 km   |
| Rouge               | La panoramique  | 14.6 km  |
| Rouge               | Les 3 cols      | 7.6 km   |
| Rouge               | La serpentine   | 8.2 km   |
| Noire               | La traversée    | 29.9 km  |

- 2 pas de tir pour l’entraînement au biathlon (équipés avec une carabine laser).
- 1 Nordic Park au col de Couraduque
- 3 pistes de luge.

## Voies d'accès
L'accès routier se fait depuis Argelès-Gazost par la route départementale D 918 direction col du Soulor ou col de Couraduque puis à Aucun par la route départementale D 928.